# ときめき十字星
『ときめき十字星』（ときめきじゅうじせい）は、1980年10月6日から1981年3月3日まで東京12チャンネル（現・テレビ東京）で放送されていたテレビドラマである。国際放映と東京12チャンネルの共同製作。全20回。

## 概要
歌手に憧れるヒロイン・青木みどりが栄光のスターの座を目指す、芸能界を舞台にしたサクセスストーリー。毎回冒頭では、当時のアイドルたちが芸能界についてコメントしていた。
主演はバラドルとしても人気を博した高見知佳で、本作は彼女初の主演作となった。共演者の中には、『ハロー!サンディベル』で声優デビューする前の山本百合子もいる。

## 放送時間
いずれも日本標準時。
- 月曜 19:30 - 20:00 （1980年10月6日 - 1980年12月29日）
- 火曜 19:30 - 19:57 （1981年1月6日 - 1981年3月3日）[1]

## サブタイトル
| 回 | 放送日         | サブタイトル     |
| -- | -------------- | ---------------- |
| 1  | 1980年 10月6日 | 翔べスター候補生 |
| 2  | 10月13日       | 孤独なアイドル   |
| 3  | 10月20日       | 秘密のステージ   |
| 4  | 10月27日       | 歌えないカナリア |
| 5  | 11月10日       | 母さんのメロディ |
| 6  | 11月17日       | 幻のデビュー曲   |
| 7  | 12月1日        | テレビ局脱出作戦 |
| 8  | 12月8日        | デュエットに挑戦 |
| 9  | 12月15日       | 劣等生ブルース   |
| 10 | 12月22日       | 涙のリクエスト   |
| 11 | 12月29日       | スカウトにご用心 |
| 12 | 1981年 1月6日  | 涙のファン第1号  |
| 13 | 1月13日        | 初録音パニック   |
| 14 | 1月20日        | ライバル誘拐事件 |
| 15 | 1月27日        | 燃えろ落選トリオ |
| 16 | 2月3日         | 禁じられた恋の歌 |
| 17 | 2月10日        | 逆転突破プロの壁 |
| 18 | 2月17日        | 売り込み大混線   |
| 19 | 2月24日        | 狙えベスト30位   |
| 20 | 3月3日         | 新人賞は誰の手に |

- 1980年11月3日は映画『赤胴鈴之助 新月塔の妖鬼』（18:30 - 20:00）のため休止。
- 1980年11月24日は映画『名犬ラリー ロッキーを越えて』（18:30 - 20:00）のため休止。

## 出演者
- 青木みどり：高見知佳
- 恵子：五十嵐夕紀
- 早苗：山本百合子
- 若宮：ささきいさお
- 佐藤祐介
- 宮脇康之
- 近藤ふみ子
- 橋満耕司
- かわいのどか
- 池まり子
- ほか

## スタッフ
- プロデューサー：石川博(東京12チャンネル)、神谷吉彦(国際放映)
- 脚本：上条逸雄ほか
- 音楽：松井忠重
- 監督：大槻義一ほか
- 制作：国際放映、東京12チャンネル

## 主題歌・挿入歌
主題歌「心のシャイニング・スター」
作詞：竜真知子 / 作曲：馬飼野康二 / 編曲：松井忠重 / 歌：高見知佳
挿入歌「さよならギャルソン」
作詞：竜真知子 / 作曲：馬飼野康二 / 歌：高見知佳